# Rafajil (Saborowskyj)

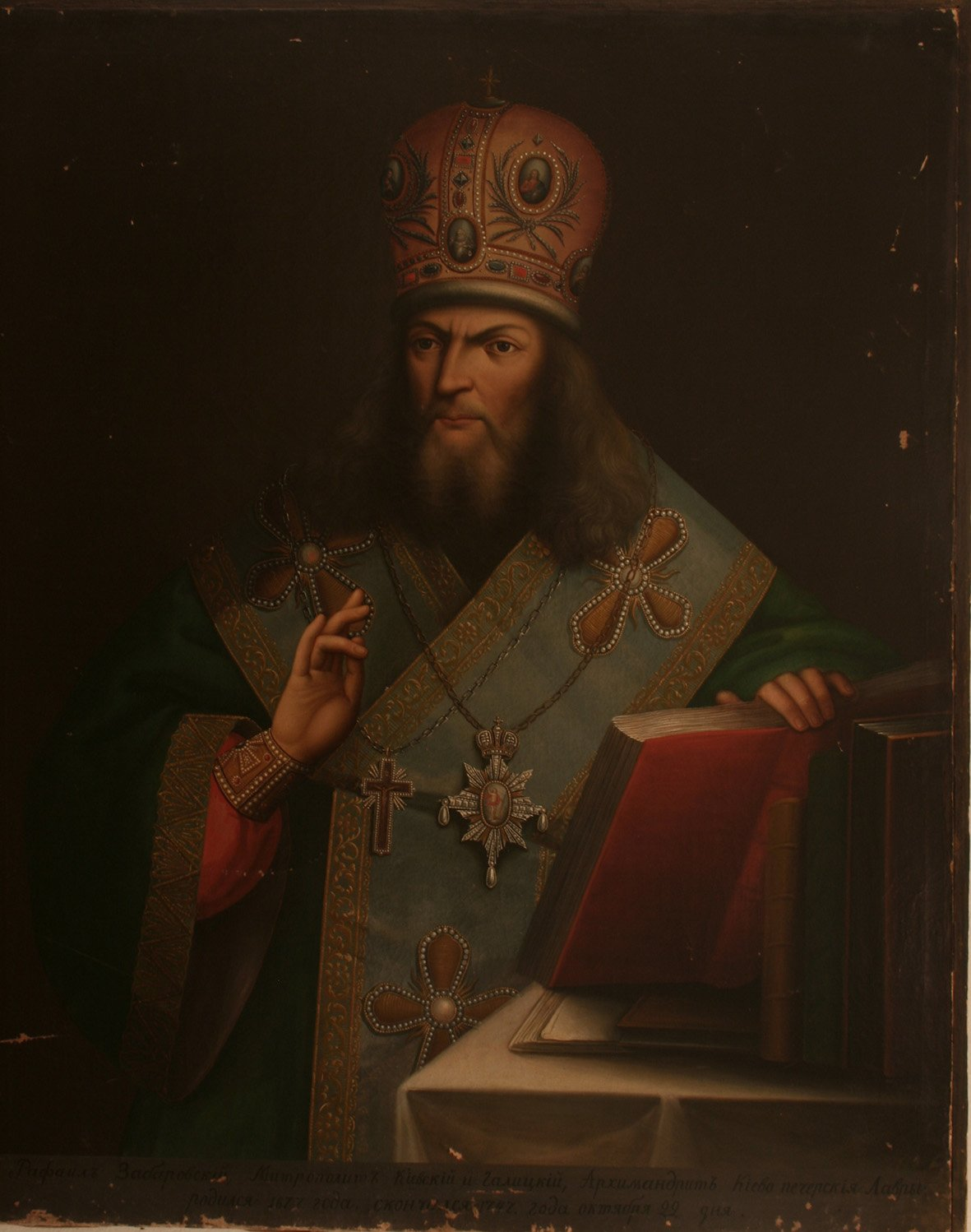
Porträt von Metropolit Rafajil, 1750

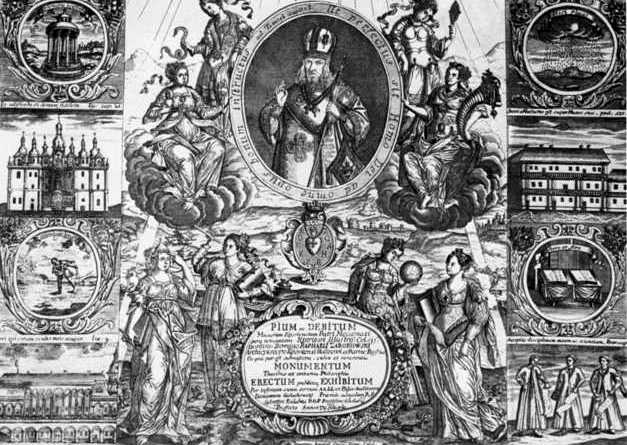
Fragment des Saborowskyj-Thesis, Kupferstich von Hryhorij Lewyzkyj-Nis, 1739

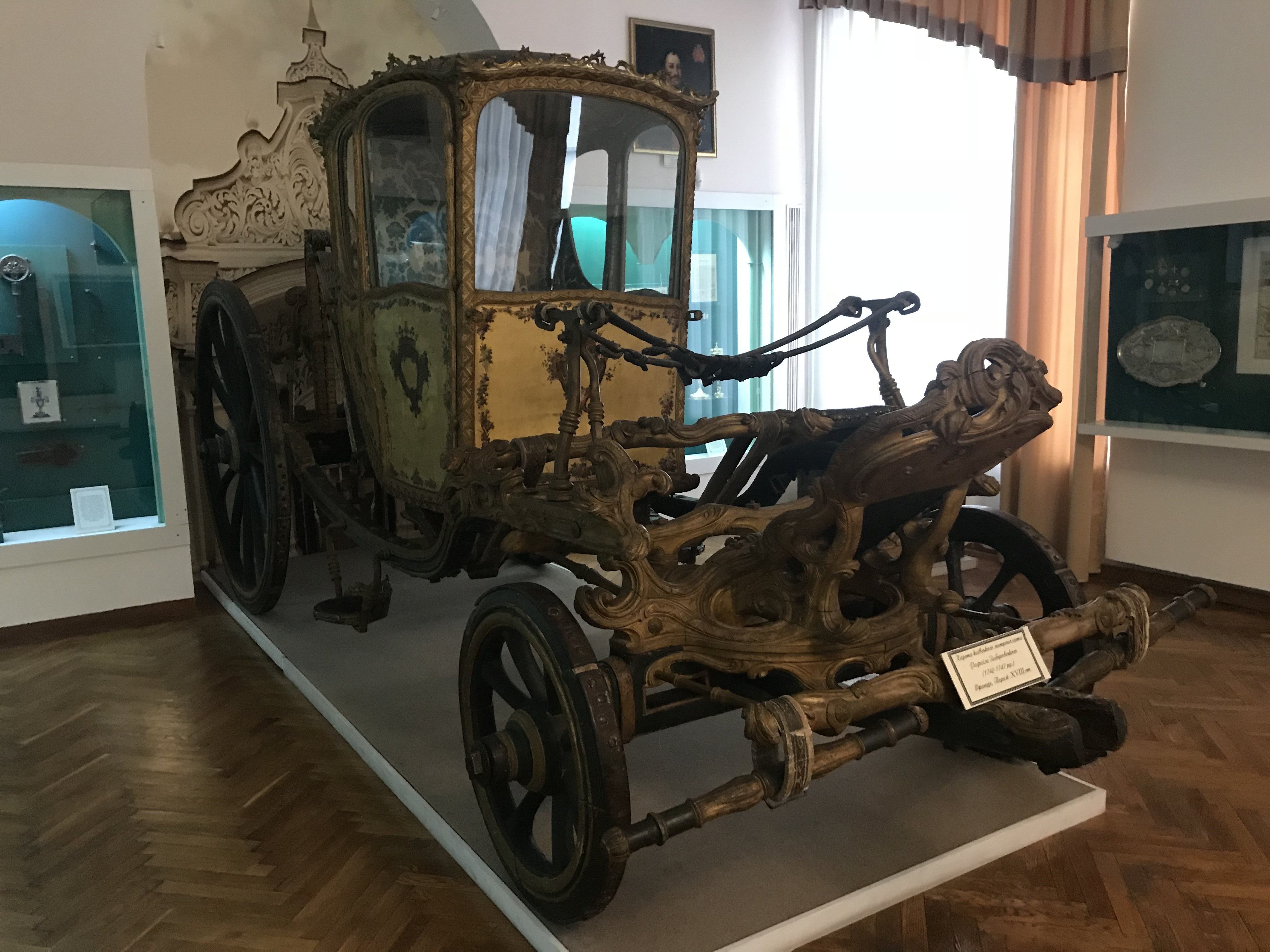
Kutsche von Rafajil Saborowskyj in Nationales Historisches Museum der Ukraine

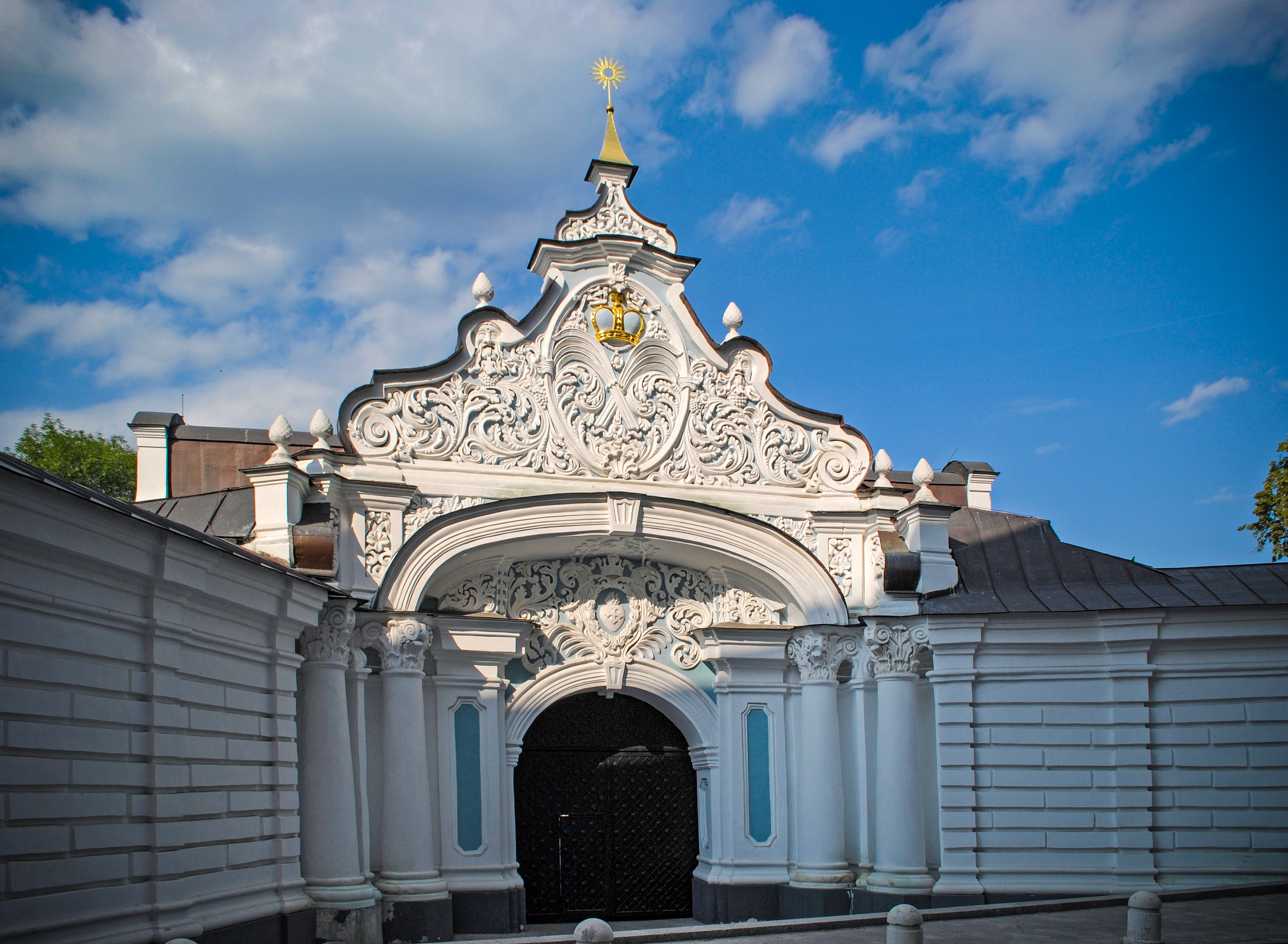
Saborowskyj-Tor in Kiew

Rafajil (ukrainisch Рафаїл; bürgerlich Mychajlo Saborowskyj ukrainisch Михайло Заборо́вський; * 1676 in Sboriw; † 22. Oktober 1747 in Kiew) war ein ukrainischer Theologe, Metropolit von Kiew, Galizien und ganz Kleinrussland, Heiliger der Orthodoxe Kirche der Ukraine.

## Leben und Wirken
Rafajil, mit bürgerlichem Namen Mychajlo Saborowskyj, wurde in eine Adelsfamilie im galizischen Saboriw geboren. Sein Vater war katholisch, seine Mutter orthodox. Nach dem Schulbesuch im Polen-Litauen ging er nach Kiew und studierte an der Kiew-Mohyla-Akademie Philosophie. Auf Einladung von Metropolit Stefan Jaworskyj kam er nach Moskau, wo er an der Slawisch-Griechisch-Lateinischen Akademie studierte und unter dem Namen Rafajil das Mönchsgelübde ablegte. Nach der Weihe zum Hieromönch lehrte er Rhetorik an der Akademie und diente später als Marinekaplan. Im Jahr 1725 wurde er zum Erzbischof von Pskow und Narva ernannt und als ordentliches Mitglied in den Heiligen Synod aufgenommen. In Pskow gründete er die erste Schule, an der Absolventen der Kiew-Mohyla-Akademie unterrichteten. 1731 folgte die Ernennung zum Erzbischof von Kiew und Galizien. Ein Schwerpunkt seiner Tätigkeit bestand darin, den hohen Rang des Kiewer Bischofssitzes wiederherzustellen. Schließlich erhielt er 1743 den Titel eines Metropoliten.
Rafajil förderte die geistliche Bildung, insbesondere durch seine Unterstützung der Kiew-Mohyla-Akademie, die bis zu ihrer Reform zu Beginn des 19. Jahrhunderts als Kiew-Mohyla-Saborowskyj-Akademie bekannt war. 1734 verfasste er die Anweisung Leges academicae docentibus et studentibus observandae (dt.: Akademische Regeln für Lehrende und Studierende), in der die Leitlinien der Akademie festgelegt, ihr überkonfessioneller Charakter hervorgehoben sowie Lehrpläne und Pflichten von Studierenden und Lehrenden definiert wurden. Er stellte den Unterricht in Griechisch und Hebräisch wieder her, führte Deutsch als Unterrichtsfach ein und überließ der Bibliothek einen Teil seiner persönlichen Büchersammlung. Zudem initiierte und finanzierte er den Ausbau, die Restaurierung und den Neubau von Akademiegebäuden. Nach seinem Auftrag entstanden in Kiew der Große Lawra-Glockenturm, der Glockenturm und das westliche Eingangstor des Sophienklosters, das Saborowskyj-Tor genannt wird, sowie weitere Bauwerke im Stil des ukrainischen Barocks. 1744 weihte er den Bauplatz der St.-Andreas-Kirche.
Rafajil starb am 22. Oktober 1747 und wurde in der Gruft auf dem Gelände der Sophienkathedrale beigesetzt. Laut sowjetischen Dokumenten wurde sein Grab 1937 als „wissenschaftlich wertlos“ eingestuft und zerstört. Im Mai 2022 entdeckten Wissenschaftler bei einer weiteren Untersuchung der Gruft in der Sophienkathedrale die Bestattung des Metropolites. Am 28. März 2023 wurde er durch Beschluss des Heiligen Synods der Orthodoxen Kirche der Ukraine in die Reihe der Heiligen aufgenommen. Sein Gedenktag ist der 22. Oktober.